# Аделхајдсдорф
Аделхајдсдорф (њем. Adelheidsdorf) општина је у њемачкој савезној држави Доња Саксонија. Једно је од 24 општинска средишта округа Целе. Према процјени из 2010. у општини је живјело 2.506 становника. Посједује регионалну шифру (AGS) 3351001.

## Географија
Аделхајдсдорф се налази у савезној држави Доња Саксонија у округу Целе. Општина се налази на надморској висини од 41 метра. Површина општине износи 33,2 km².

## Становништво
У самом мјесту је, према процјени из 2010. године, живјело 2.506 становника. Просјечна густина становништва износи 75 становника/km².